# Rocca Priora
Rocca Priora är en ort och kommun i storstadsregionen Rom, innan 2015 provinsen Rom, i regionen Lazio i Italien. Kommunen hade 12 170 invånare (2018) och gränsar till kommunerna Artena, Lariano, Monte Compatri, Palestrina, Rocca di Papa och San Cesareo.
Rocca Priora en av de sexton städerna i området Castelli Romani.